# 兵庫ジュニアグランプリ
兵庫ジュニアグランプリ（ひょうごジュニアグランプリ）は、兵庫県競馬組合が園田競馬場ダート1400メートルで施行する地方競馬の重賞競走（ダートグレード競走）である。格付けはJpnII。正式名称は「農林水産大臣賞典 兵庫ジュニアグランプリ」。

## 概要
兵庫県競馬組合では、中央競馬および他地区との交流促進という全国的な流れから、それまでのアングロアラブ系競走馬に加え、1999年よりサラブレッド系競走馬を導入するようになり、その年デビューした2歳馬（当時は3歳馬）の全国交流戦として、兵庫県競馬初の統一ダートグレード競走として同年よりスタートした。このレースは年末の全日本2歳優駿や、兵庫県所属馬にとっては園田ジュニアカップに向けても重要なステップレースと位置づけられている。2007年に、JpnII競走に格上げされた。
2016年の第18回までに、地方所属馬の優勝は4回ある（2005年、2009年、2014年、2016年）。地元・兵庫は2着3回があるものの、まだ勝利していない。
現在は兵庫県競馬組合設立周年記念シリーズのメインレースとして開催されている。また、これまで笠松競馬場で11月23日に施行されていた全日本サラブレッドカップがダートグレードの申請を取り下げたため、2005年から休日開催が可能となった。
2016年は、農林水産大臣賞がつかず「兵庫ジュニアグランプリ」の名称で施行された。
12回までの優勝馬のうち、4頭が障害競走を経験している（アドマイヤタッチ、ミスイロンデル、エースインザレース、タイセイブレーヴ）。

### 条件・賞金等（2024年）
出走条件
サラブレッド系2歳。
- ネクストスター園田の優勝馬に優先出走権がある。

負担重量
定量。牡馬・騸馬56kg、牝馬55kg（南半球産3kg減）。
賞金等
賞金額は1着3000万円、2着1200万円、3着750万円、4着450万円、5着300万円、着外馬参加報償金は20万円。
副賞
農林水産大臣賞、日本中央競馬会理事長賞、日本馬主協会連合会長奨励賞、（一社）日本地方競馬馬主振興協会会長賞、地方競馬全国協会理事長賞、関西スポーツ5社賞、（一社）兵庫県馬主協会会長賞、兵庫県競馬組合管理者賞。

### 本競走へのトライアル
例年10月中旬に施行される指定競走・重賞競走の上位馬に、本競走への優先出走権が与えられている。
- - 2007年：プリンスリートロフィー（上位2頭）
- 2008年 - 2022年：兵庫若駒賞（1着馬）
- 2023年 - ：ネクストスター園田（1着馬）

### 過去の賞金額
| 回数             | 総額賞金 （万円） | 1着賞金 （万円） | 2着賞金 （万円） | 3着賞金 （万円） | 4着賞金 （万円） | 5着賞金 （万円） |
| ---------------- | ----------------- | ---------------- | ---------------- | ---------------- | ---------------- | ---------------- |
| 第1回（1999年）  | 5,100             | 3,000            | 1,050            | 540              | 300              | 210              |
| 第2回（2000年）  | 5,100             | 3,000            | 1,050            | 540              | 300              | 210              |
| 第3回（2001年）  | 5,100             | 3,000            | 1,050            | 540              | 300              | 210              |
| 第4回（2002年）  | 5,100             | 3,000            | 1,050            | 540              | 300              | 210              |
| 第5回（2003年）  | 4,250             | 2,500            | 875              | 450              | 250              | 175              |
| 第6回（2004年）  | 4,250             | 2,500            | 875              | 450              | 250              | 175              |
| 第7回（2005年）  | 3,740             | 2,200            | 770              | 396              | 220              | 154              |
| 第8回（2006年）  | 3,740             | 2,200            | 770              | 396              | 220              | 154              |
| 第9回（2007年）  | 4,080             | 2,400            | 840              | 432              | 240              | 168              |
| 第10回（2008年） | 4,080             | 2,400            | 840              | 432              | 240              | 168              |
| 第11回（2009年） | 3,740             | 2,200            | 704              | 396              | 264              | 176              |
| 第12回（2010年） | 3,740             | 2,200            | 704              | 396              | 264              | 176              |
| 第13回（2011年） | 3,300             | 2,200            | 550              | 264              | 176              | 110              |
| 第14回（2012年） | 3,300             | 2,200            | 550              | 264              | 176              | 110              |
| 第15回（2013年） | 3,300             | 2,200            | 550              | 264              | 176              | 110              |
| 第16回（2014年） | 3,300             | 2,200            | 550              | 264              | 176              | 110              |
| 第17回（2015年） | 3,300             | 2,200            | 550              | 264              | 176              | 110              |
| 第18回（2016年） | 3,300             | 2,200            | 528              | 264              | 176              | 132              |
| 第19回（2017年） | 3,300             | 2,200            | 528              | 264              | 176              | 132              |
| 第20回（2018年） | 3,520             | 2,200            | 616              | 308              | 220              | 176              |
| 第21回（2019年） | 4,000             | 2,500            | 700              | 350              | 250              | 200              |
| 第22回（2020年） | 4,000             | 2,500            | 700              | 350              | 250              | 200              |
| 第23回（2021年） | 5,700             | 3,000            | 1,200            | 750              | 450              | 300              |
| 第24回（2022年） | 5,700             | 3,000            |                  | 750              | 450              | 300              |
| 第25回（2023年） | 5,700             | 3,000            |                  | 750              | 450              | 300              |
| 第26回（2024年） | 5,700             | 3,000            |                  | 750              | 450              | 300              |

## 歴史
- 1999年 - サラブレッド系2歳の競走馬による中央競馬・全国地方競馬交流競走・定量の重賞競走・兵庫ジュニアグランプリとして創設。園田競馬場・ダート1400メートルで施行。格付けは統一GIII。
- 2007年 - 統一GIIに格上げ。ただし国際セリ名簿基準委員会（ICSC）の勧告に伴う重賞の格付け表記の変更により、統一グレード表記をJpnIIに変更。
- 2016年 - 中央競馬所属馬の出走枠が1頭増えて5頭となる[4]。
- 2021年 - 2歳チャンピオンシリーズの対象競走に指定される（2022年まで）。
- 2023年 - 未来優駿の対象競走に指定される。
- 2025年 - この年のみ園田金盃と同日に重賞を2つ実施する予定。

### 歴代優勝馬
| 回数   | 施行日         | 優勝馬             | 性齢 | 所属   | タイム | 優勝騎手   | 管理調教師 | 馬主                                       |
| ------ | -------------- | ------------------ | ---- | ------ | ------ | ---------- | ---------- | ------------------------------------------ |
| 第1回  | 1999年11月24日 | アドマイヤタッチ   | 牡2  | JRA    | 1:27.5 | 武豊       | 小野幸治   | 近藤利一                                   |
| 第2回  | 2000年11月22日 | コスモリアライズ   | 牡2  | JRA    | 1:29.1 | 田中勝春   | 稲葉隆一   | 岡田美佐子                                 |
| 第3回  | 2001年11月28日 | ミスイロンデル     | 牝2  | JRA    | 1:28.0 | 武豊       | 島崎宏     | 岩佐俊策                                   |
| 第4回  | 2002年11月27日 | エースインザレース | 牡2  | JRA    | 1:28.5 | 武豊       | 鮫島一歩   | 平井宏承                                   |
| 第5回  | 2003年11月26日 | タイセイブレーヴ   | 牡2  | JRA    | 1:27.8 | 川島信二   | 安藤正敏   | 田中成奉                                   |
| 第6回  | 2004年11月24日 | プライドキム       | 牡2  | JRA    | 1:28.1 | 池添謙一   | 池添兼雄   | 深見富朗                                   |
| 第7回  | 2005年11月23日 | モエレソーブラッズ | 牡2  | 北海道 | 1:30.5 | 五十嵐冬樹 | 堂山芳則   | 中村和夫                                   |
| 第8回  | 2006年11月23日 | トロピカルライト   | 牡2  | JRA    | 1:28.0 | 福永祐一   | 二ノ宮敬宇 | 臼田浩義                                   |
| 第9回  | 2007年11月20日 | ディアヤマト       | 牡2  | JRA    | 1:28.7 | 柴山雄一   | 高橋裕     | ディアレスト                               |
| 第10回 | 2008年11月27日 | スーニ             | 牡2  | JRA    | 1:28.6 | 内田博幸   | 吉田直弘   | 吉田和美                                   |
| 第11回 | 2009年11月23日 | ラブミーチャン     | 牝2  | 笠松   | 1:27.5 | 濱口楠彦   | 柳江仁     | 小林祥晃                                   |
| 第12回 | 2010年11月23日 | リアライズノユメ   | 牝2  | JRA    | 1:28.3 | 福永祐一   | 森秀行     | （株）リアライズ                           |
| 第13回 | 2011年11月23日 | ゴーイングパワー   | 牡2  | JRA    | 1:28.8 | 和田竜二   | 岩元市三   | 林進                                       |
| 第14回 | 2012年11月29日 | ケイアイレオーネ   | 牡2  | JRA    | 1:26.4 | 幸英明     | 西浦勝一   | （株）啓愛義肢材料販売所                   |
| 第15回 | 2013年11月28日 | ニシケンモノノフ   | 牡2  | JRA    | 1:28.0 | 福永祐一   | 領家政蔵   | 西森鶴                                     |
| 第16回 | 2014年11月26日 | ジャジャウマナラシ | 牡2  | 浦和   | 1:26.4 | 田中学     | 小久保智   | 上田江吏子                                 |
| 第17回 | 2015年11月25日 | サウンドスカイ     | 牡2  | JRA    | 1:28.6 | 戸崎圭太   | 佐藤正雄   | 増田雄一                                   |
| 第18回 | 2016年11月23日 | ローズジュレップ   | 牡2  | 北海道 | 1:29.1 | 川原正一   | 田中淳司   | （株）ノルマンディーサラブレッドレーシング |
| 第19回 | 2017年11月21日 | ハヤブサマカオー   | 牡2  | JRA    | 1:27.8 | C.ルメール | 伊藤圭三   | 武田修                                     |
| 第20回 | 2018年11月28日 | デルマルーヴル     | 牡2  | JRA    | 1:28.6 | C.ルメール | 戸田博文   | 浅沼廣幸                                   |
| 第21回 | 2019年11月27日 | テイエムサウスダン | 牡2  | JRA    | 1:28.0 | M.デムーロ | 飯田雄三   | 竹園正繼                                   |
| 第22回 | 2020年12月2日  | デュアリスト       | 牡2  | JRA    | 1:26.9 | 福永祐一   | 安田隆行   | （有）サンデーレーシング                   |
| 第23回 | 2021年11月25日 | セキフウ           | 牡2  | JRA    | 1:29.7 | M.デムーロ | 武幸四郎   | 中辻明                                     |
| 第24回 | 2022年11月24日 | オマツリオトコ     | 牡2  | JRA    | 1:29.0 | 横山武史   | 伊藤圭三   | 是枝浩平                                   |
| 第25回 | 2023年11月22日 | イーグルノワール   | 牡2  | JRA    | 1:29.4 | 松山弘平   | 音無秀孝   | （有）社台レースホース                     |
| 第26回 | 2024年11月21日 | ハッピーマン       | 牡2  | JRA    | 1:29.7 | 坂井瑠星   | 寺島良     | 田邉滋久                                   |

#### 各回競走結果の出典
- 兵庫ジュニアグランプリ 歴代優勝馬 - 地方競馬全国協会
- JBISサーチ
  - 1999年，2000年，2001年，2002年，2003年，2004年，2005年，2006年，2007年，2008年，2009年，2010年，2011年，2012年，2013年，2014年，2015年，2016年，2017年，2018年，2019年，2020年，2021年，2022年，2023年